# Robert Devlin
Robert Martin Devlin (ur. 13 października 1931 w Albany, zm. 4 listopada 2015 w Falmouth) – amerykański fizjolog roślin, doktor honoris causa Akademii Rolniczej w Szczecinie.

## Życiorys
Urodził się w rodzinie Patryka i Katarzyny w Albany, gdzie dorastał i ukończył szkołę średnią. Po służbie w armii USA w Korei studiował na Nowojorskim Uniwersytecie Stanowym w Albany i uzyskał tytuł licencjata biologii, a następnie w Dartmouth College – tytuł magistra fizjologii roślin. W 1963 na Uniwersytecie Maryland otrzymał stopień naukowy doktora fizjologii roślin i biochemii.
Dr Robert Devlin wykładał i prowadził badania naukowe przez dwa lata (1963-1965) na Uniwersytecie Stanowym North Dakota zanim przyjął stanowisko profesora w Uniwersytecie w Massachusetts. Od 1974 pełnił funkcję kierownika stacji doświadczalnej z uprawami żurawiny (Cranberry Experiment Station) w East Wareham.
Tematyka badawcza profesora Devlina obejmowała fizjologię roślin, w szczególności problem regulacji procesu fotosyntezy i oddziaływania herbicydów oraz regulatorów wzrostu na ten proces. Opublikował ponad 180 prac naukowych, 11 podręczników i skryptów oraz 50 doniesień naukowych. Jest autorem książek dotyczących fotosyntezy i fizjologii roślin, które były wielokrotnie wznawiane i przetłumaczone na inne języki.
Profesor Robert Devlin współpracował z wieloma badaczami na świecie, m.in. z pracownikami Akademii Rolniczej w Szczecinie, którzy odbywali pod jego opieką staże naukowe w Massachusetts w latach 70. i 80. XX w.. W 1990 profesor Devlin został doktorem honoris causa Akademii Rolniczej w Szczecinie, podczas uroczystości laudację wygłosił promotor – profesor Stanisław Karczmarczyk.
Był żonaty z Wandą Karandy, z którą miał troje dzieci: Michaela, Kristin i Theresę; doczekał się też czworo wnucząt. Został pochowany na cmentarzu w Bourne w hrabstwie Barnstable w stanie Massachusetts, USA.

## Wybrane publikacje[3][7]
- Influence of dichlobenil on yield, size, and pigmentation of cranberries. „Weed Sci.” 1968, 16(1), s. 38–39 (wsp. I. E. Demoranville)[8]
- Plant Physiology Second Edition. Van Nostrand Reinhold 1969
- Effect of 2-chloroethylphosphonic acid on enzyme induction in barley endosperm. „Econ. Bot.” 1970, 24(4), s. 369–373 (wsp. Richard P. Cunningham)
- Photosynthesis. Van Nostrand Reinhold Company 1971 (wsp. Allen V. Barker)
- Plant Physiology. Van Nostrand 1975, wyd. 3, 600 ss. ISBN 978-0442220938.
- Influence of light and growth regulators on cranberry seed dormancy. „J. Hortic. Sci.” 1977, 52(2), s. 283–288 (wsp. Stanisław Karczmarczyk)
- Influence of buthidazole, diuron, and atrazine on some light reactions of photosynthesis. „Weed Sci.” 1983, 31(6), s. 879–883 (wsp. Antoni J. Murkowski, Irena I. Zbieć, Stanislaw J. Karczmarczyk, Elżbieta M. Skórska)[9]
- Plant Physiology. Prindle Weber & Schmidt 1983, wyd. 4, 577 ss. ISBN 978-0871507655.
- Influence of BAS-145138 on the activity of sulfonylurea and imidazolinone herbicides. „Zeits. Naturf.” C 1991, 46(11-12), s. 939–944 (wsp. Irena I. Zbieć)[10]
- Devlin’s Exercises in Plant Physiology. Medtech 2017, 226 ss, ISBN 978-9385998812.
- Outline of Plant Physiology. Medtech 2017, 576 ss. ISBN 978-9385998829.